# Kuivarahu
Kuivarahu est une île située dans le golfe de Riga, en Estonie.

## Géographie
Kuivarahu est une longue bande de terre d'environ 4 km sur une largeur n’excédant pas 20 m. Elle fait partie des îlots d'Hiiumaa, en Estonie. 